# حالت ازی
حالت ازی، حالت ازسویی یا حالت افتراقی یک حالت دستوری برای اسم‌ها، ضمیرها و صفت‌ها در دستور زبان زبان‌های متعددی است. از آن گاهی برای بیان حرکت از سوی چیزی استفاده می‌شود. حالت ازسویی در زبان‌های باستانی همچون لاتین و سانسکریت و همچنین زبان‌های امروزی همچون ترکی استانبولی، ترکمنی، آذربایجانی، ازبکی، قزاقی، قرقیزی و مجاری دیده می‌شود. امروزه در زبان فارسی چنین حالتی وجود ندارد.

## زبان‌های هندواروپایی

### لاتین
حالت ازسویی که در لاتین به cāsus ablātīvus معروف است در ساختمان‌های دستوری متعددی یافت می‌شود. این حالت‌ها در سه حالت ازسویی زبان نیاهندواروپایی ریشه دارند و شامل سه حالت ازسویی (از)، ابزاری (با) و مکانی (در) هستند.

### یونانی
در زبان یونانی باستان یک حالت ازسویی به نام αφαιρετική وجود داشت که در دوران هومری، میسنی و پیشامیسنی از آن استفاده می‌شد. به‌کارگیری آن به مرور کاهش یافت و سرانجام در دوران کلاسیک کاملاً از بین رفت؛ با این حال برخی از موارد استفادهٔ آن با اضافه و حالت برایی جبران شد.

### آلمانی
زبان آلمانی دارای حالت ازسویی نیست؛ هرچند استثنائاً حالت‌های ازسویی لاتین از قرن ۱۷ تا ۱۹ میلادی پس از چند حرف اضافه در آن استفاده می‌شدند. برخی از متخصصان دستور زبان در آن زمان یک حالت ازسویی به عنوان ششمین حالت برای واژگان آلمانی را فهرست کردند. آن‌ها به‌طور خودسرانه پس از برخی از حروف اضافه، یک حالت ازسویی را در نظر گرفتند همانند عبارت von dem Mann[e] («از آن مرد») و mit dem Mann[e] («با آن مرد»)؛ با این حال آن‌ها حالت برایی پس از سایر حروف اضافه و بدون حروف اضافه را به عنوان برایی در نظر گرفتند، مثلاً در عبارتی مانند dem Mann[e].

### آلبانیایی
حالت ازسویی در زبان آلبانیایی پنجمین حالت است و rasa rrjedhore نام دارد.

### سانسکریت
در زبان سانسکریت حالت ازسویی به عنوان پنجمین حالت (pañcamī) شناخته می‌شود و کارکرد یکسانی با برابر آن در زبان لاتین دارد. اسم‌های سانسکریت در حالت ازسویی اغلب به موضوعی که «خارج از» یا «از» کار یا چیزی به وجود آمده یا رخ داده، اشاره می‌کنند؛ مثلاً pátram taróḥ pátati یعنی «برگ از درخت می‌افتد». از آن همچنین در اسم‌هایی در حالت‌های متعدد دیگری استفاده می‌شود؛ مثلاً برای کنش‌هایی که «به دلیل» یا «بدون» یک اسم معین رخ می‌دهند. حالت ازسویی وقتی با یک صفت مقایسه‌ای مثل śreṣṭhatamam («بهترین») می‌آید از آن برای اشاره به آنچه صفت را مقایسه می‌کند، استفاده می‌شود؛ «بهتر از فلان».

### ارمنی
در زبان ارمنی حالت ازسویی نشانه‌های متفاوتی در هر گویش اصلی دارد که هردو از ارمنی کلاسیک ریشه می‌گیرند. پسوند -է -ē (-էն -ēn برای اسامی خاص) در ارمنی غربی از برابر مفرد ارمنی کلاسیک و پسوند -ից -ic (هردو اسم عام و خاص) در ارمنی شرقی از برابر جمع ارمنی کلاسیک ریشه می‌گیرند.
| غربی                       | شرقی                      | برابر              |
| -------------------------- | ------------------------- | ------------------ |
| մարդէ martē                | մարդից mardic’            | از (یک) مرد        |
| մարդէն martēn              | մարդից mardic’            | از آن مرد          |
| (տուն)> տանէ (dun)> danē   | (տուն)> տնից (tun)> tnic’ | از خانه/از یک خانه |
| (տուն)> տանէն (dun)> danēn | (տուն)> տնից (tun)> tnic’ | از آن خانه         |

حالت ازسویی کاربردهای متعددی دارد. کار اصلی آن برای نشان دادن «حرکت از» یک جا در زمان و مکان است. مثلاً:
| غربی                                              | شرقی                                                | برابر                        |
| ------------------------------------------------- | --------------------------------------------------- | ---------------------------- |
| քաղաքէն եկայ k’aġak’ēn yega                       | քաղաքից եկա k’aġak’ic’ yeka                         | من از شهر آمدم               |
| այստեղէն հեռու կը բնակէի aysdeġēn heṙu gě pnagēi. | այստեղից հեռու բնակում էի aysteġic’ heṙu bnakvum ēi | من دور از اینجا زندگی می‌کردم |

همچنین از آن برای نشان دادن حالت مجهول فعل استفاده می‌شود:
| غربی                                            | شرقی                                              | برابر                             |
| ----------------------------------------------- | ------------------------------------------------- | --------------------------------- |
| ինծմէ միջտ կը սիրուէիր incmē mišd gě sirvēir    | ինձնից միջտ սիրում էիր indznic’ mišt sirvum ēir   | تو همیشه توسط من دوست داشته می‌شدی |
| ազատիչներիէն ազատեցանք azadič’nerēn azadec’ank’ | ազատիչներից ազատվեցինք azatič’neric’ azatvec’ink’ | ما به دست آزادی‌بخشان آزاد شدیم    |

همچنین از آن برای عبارات مقایسه‌ای در ارمنی محاوره‌ای استفاده می‌شود:
| غربی                                                                  | شرقی                                                                      | برابر                                    |
| --------------------------------------------------------------------- | ------------------------------------------------------------------------- | ---------------------------------------- |
| Ի՞նչ մեղրէն անուշ է Inč’ meġrēn anuš ē                                | Ի՞նչ մեղրից է անուշ Inč’ meġric’ ē anuš                                   | «چه چیزی شیرین‌تر از عسل است؟» (ضرب‌المثل) |
| Մարիամ եղբօրմէն պզտիկ է Mariam yeġpōrmēn bzdig ē                      | Մարո ախպորից փոքր է Maro axporic’ p’ok’r ē                                | ماری از برادرش کوچکتر است.               |
| թզեր համտեսել տեսնելէ աւելի լաւ է t’ëzer hamdesel desnelē aveli lav ē | թզեր համտեսել տեսնելուց ավելի լավ է t’ëzer hamtesel tesneluc’ aveli lav ē | چشیدن انجیرها بهتر از دیدنشان است.       |

در آخر، از آن برای حکم کردن حرف اضافه استفاده می‌شود
| غربی                       | شرقی                      | برابر      |
| -------------------------- | ------------------------- | ---------- |
| ինծմէ վար incmē var        | ինձնից վար indznic’ var   | زیر من     |
| քեզմէ վեր k’ezmē ver       | քեզնից վեր k’eznic’ ver   | بالای تو   |
| անոնցմէ ետք anonc’mē yedk’ | նրանից հետո nranic’ heto  | پس از آن‌ها |
| մեզմէ առաջ mezmē aṙač      | մեզնից առաջ meznic’ aṙadž | پیش از ما  |

## زبان‌های ترک‌تبار

### آذربایجانی
حالت ازسویی در زبان آذربایجانی (çıxışlıq hal) با پسوندهای -dan یا -dən بیان می‌شود:
Ev – evdən

خانه – از/خارج از خانه
Aparmaq – aparmaqdan

بردن – بردن از/خارج از

### ترکی استانبولی
حالت ازسویی در زبان ترکی استانبولی (-den hali یا ayrılma hali) با پسوند -den (که گاهی برای هماهنگی واکه‌ای و توازن واک‌ها به -dan, -ten یا -tan تبدیل می‌شود) نشان داده می‌شود.
Ev – evden

House – from/off the house
At – attan

Horse – from/off the horse
Taşımak – taşımaktan

To carry – from/off carrying
Ses – sesten

Sound/volume – from/off sound/volume
در برخی موارد یک حالت ازسویی ساده می‌تواند معنی «به دلیل» را داشته باشد؛ در این موارد، واژه ازسویی می‌تواند به صورت اختیاری پس از پسوند dolayı «به دلیل» بیاید.
Yüksek sesten (dolayı) rahatsız oldum. / من به خاطر صدای بالا ناراحت بودم. 